# Darren E. Burrows
Darren E. Burrows (Winfield, 12 settembre 1966) è un attore statunitense.
È figlio dell'attore Billy Drago.

## Filmografia parziale

### Cinema
- 976 - Chiamata per il diavolo (976-EVIL), regia di Robert Englund (1988)
- Vittime di guerra (Casualties of War), regia di Brian De Palma (1989)
- Cry Baby (Cry-Baby), regia di John Waters (1990)
- Classe 1999 (Class of 1999), regia di Mark L. Lester (1990)
- Amistad, regia di Steven Spielberg (1997)
- Hi-Lo Country (The Hi-Lo Country), regia di Stephen Frears (1998)
- Natural Selection, regia di Mark Lambert Bristol (1999)
- Sunset Strip, regia di Adam Collis (2000)
- Morning, regia di Ami Canaan Mann (2001)
- I toni dell'amore - Love Is Strange (Love Is Strange), regia di Ira Sachs (2014)

### Televisione
- TV 101 - serie TV; 3 episodi (1988-1989)
- Un medico tra gli orsi (Northern Exposure) - serie TV; 110 episodi (1990-1995)
- The Siege at Ruby Ridge - film TV (1996)
- Peacemakers - Un detective nel West (Peacemakers) - serie TV; 1 episodio (2003)
- CSI - Scena del crimine (CSI: Crime Scene Investigation) - serie TV; 1 episodio (2009)

## Doppiatori italiani
Nelle versioni in italiano delle opere in cui ha recitato, Darren E. Burrows è stato doppiato da:
- Angelo Maggi in 976 - Chiamata per il diavolo
- Francesco Pezzulli in Cry Baby
- Christian Fassetta in Classe 1999
- Alessio Cigliano in Un medico tra gli orsi
- Franco Mannella in Amistad
- Fabrizio Manfredi in Hi-Lo Country
- Daniele Barcaroli in Natural Selection
- Christian Iansante in X-Files
- Roberto Certomà in CSI - Scena del crimine
- Francesco Prando ne I toni dell'amore - Love Is Strange
- Giorgio Bonino in Classe 1999 (ridoppiaggio)